# Herbststraße 18 (Weimar)

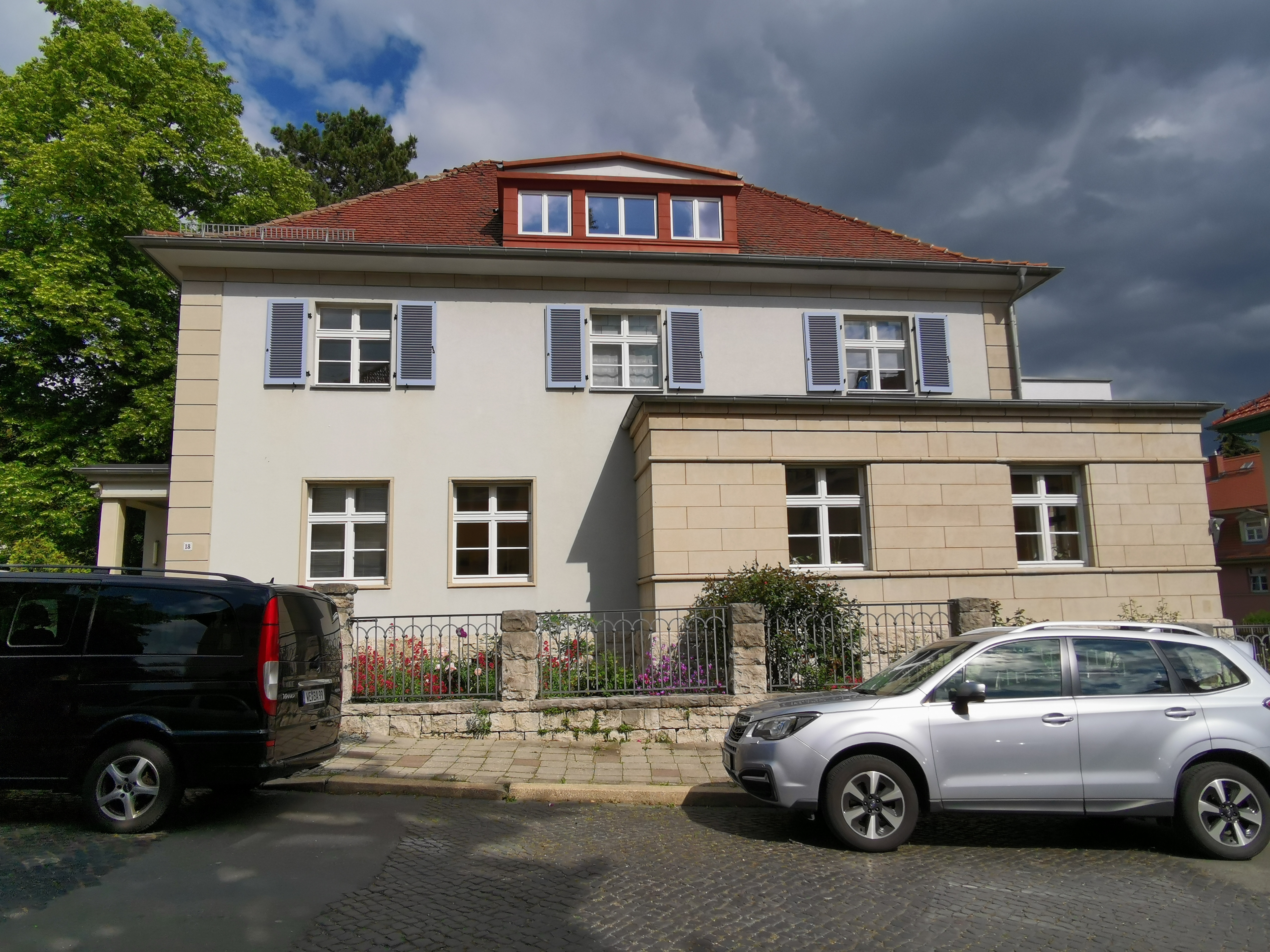
Weimar, Herbststraße 18

Das zweigeschossige Einfamilienhaus Herbststraße 18 in Weimar mit Dachgaube an jeder Seite des Walmdaches wurde 1929 errichtet.
Bauherr war der Steinsetzmeister Franz Elsner, der dieses Gebäude nach dem Entwurf von Ernst Flemming errichten ließ. Das vollständig unterkellerte Gebäude ist gänzlich dem Heimatschutzstil verpflichtet. Ein Vorbau an der Südwestecke tritt an der Straßenseite aus der Front heraus. Im Unterschied zum übrigen verputzten Gebäude, abgesehen von den Ecken, sticht dieser Vorbau durch seine Verblendung mit Werksteinplatten heraus. Das Gebäude steht unter Denkmalschutz.